# Lampist
Lampist ist eine alte Berufsbezeichnung.

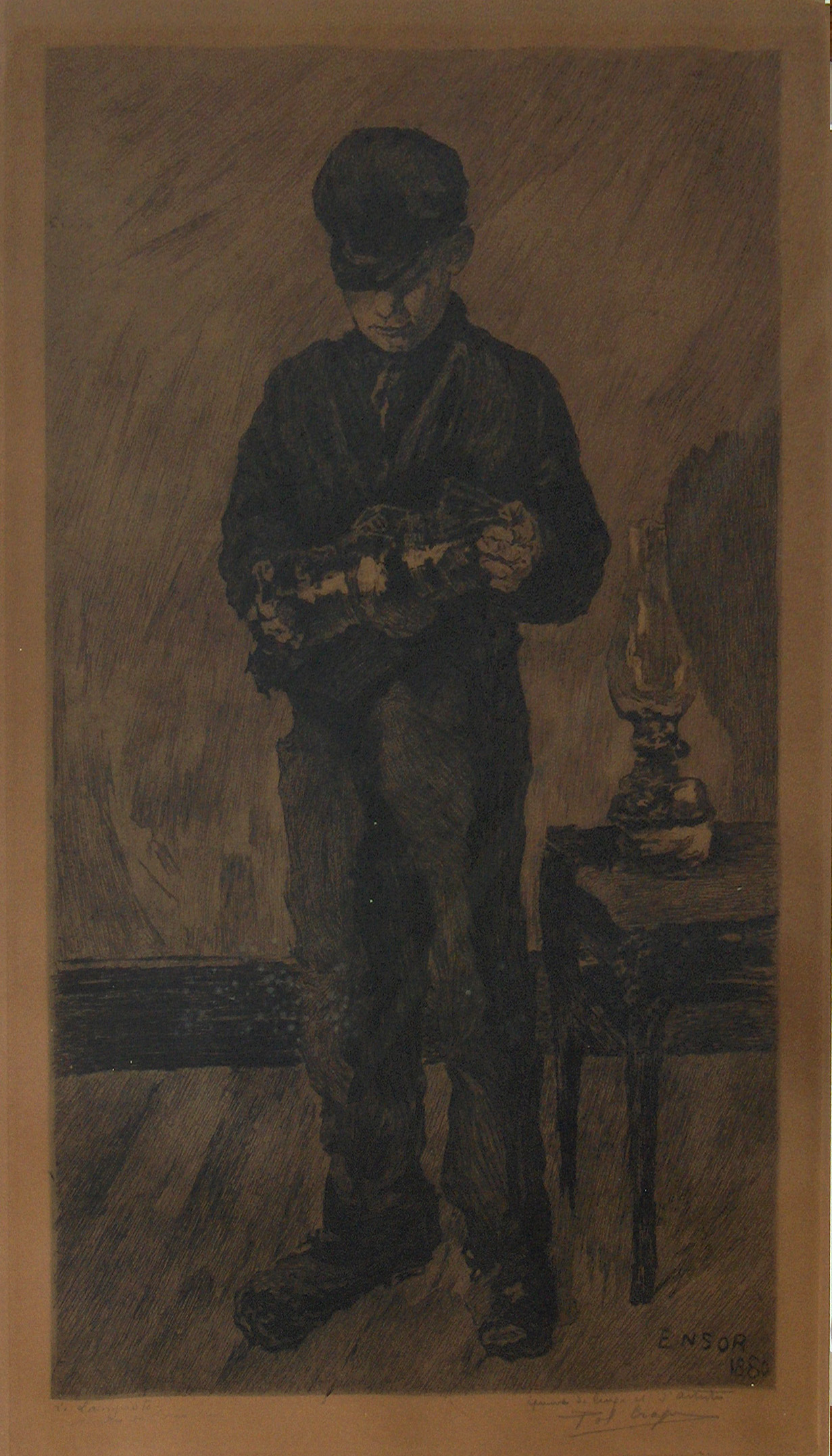
Zeichnung eines Lampisten

Die Aufgaben des Lampisten bestanden vorwiegend in der Wartung von Petroleum- und Gaslampen, wie z. B. Tankbefüllung, Anzünden, Flammenregulierung, Säuberung usw.
Bevor das elektrische Licht eingeführt wurde, übernahmen oft Petroleumlampen die Beleuchtung in vielen Bereichen. Mit sinkender Zahl dieser Beleuchtungsart ging der Beruf des Lampisten immer mehr in andere Berufe über.
Die letzten „reinen“ Lampisten dürfte es bei der Eisenbahn gegeben haben, wo teilweise heute noch mechanische Signaltechnik im Gebrauch ist. Die Beleuchtung dieser Signale ist über Gaslicht (Gasflaschen an den Signalkörpern) realisiert. Diese wird aber immer mehr auf Solarenergie umgestellt.
Lampisten waren auch z. B. für die Signal-Beleuchtung der (Dampf-)Triebfahrzeuge beim Verlassen der Remise zuständig. Auch bezeichnete man Hersteller und Händler von Lampions als Lampisten, ihre Werkstätten und Lager als Lampisterien.